# Hans Lullies
Hans Lullies (* 31. August 1898 in Königsberg in Pr.; † 5. August 1982 in Berlin) war ein deutscher Physiologe und Hochschullehrer.

## Leben
Lullies wurde 1898 als Sohn eines Lehrers in Königsberg geboren. Nachdem er 1915 sein Notabitur in seiner Heimatstadt ablegte, wurde er eingezogen und musste bis 1917 im Ersten Weltkrieg dienen. Aufgrund einer schweren Verwundung konnte er sein Medizinstudium allerdings schon vor Kriegsende aufnehmen und studierte bis 1922 in Königsberg, Berlin, Greifswald und München. Seit 1915 gehörte er der Burschenschaft Teutonia Königsberg an. 1922 wurde er mit der Dissertation Die Zirkulation in den Venen des Auges zum Dr. med. promoviert und arbeitete dann als Assistent bei Otto Weiß am Physiologischen Institut Königsberg. Drei Jahre später wurde er habilitiert und erhielt die Lehrerlaubnis für Physiologie. Er lehrte dann als Privatdozent in Königsberg, bis er 1932 zum außerordentlichen Professor ernannt wurde. 1935 berief man ihn auf den Lehrstuhl für Physiologie an die Medizinische Fakultät der Universität zu Köln, wo er auch Direktor des Physiologischen Instituts und zeitweise auch Dekan war. Nachdem er Rufe nach Münster, Gießen, Leipzig und Königsberg abgelehnt hatte, ging er 1941 an die Reichsuniversität Straßburg und war auch dort Dekan der Medizinischen Fakultät. 1944 wurde er zum Kriegsdienst einberufen und kämpfte bis zu seiner Gefangennahme im Zweiten Weltkrieg.
Er trat zum 1. Mai 1937 der NSDAP bei (Mitgliedsnummer 4.066.262) und gehörte auch der SA und dem NS-Lehrerbund an.
Nach seiner Rückkehr arbeitete er ab 1946 als Dozent in Marburg und in der Firma Boehringer. Im April 1948 folgte die Ernennung zum Ordinarius für Physiologie an der neu gegründeten Universität des Saarlandes. Er wurde Gründungsdekan der Medizinischen Fakultät. In den folgenden Jahren widmete er sich dem Aufbau der Fakultät in Homburg. Von 1953 bis 1966 wirkte er dann als Ordinarius für Physiologie an der Christian-Albrechts-Universität zu Kiel.
Sein Bruder war der Klassische Archäologe Reinhard Lullies.

## Forschungsschwerpunkte
Zu Beginn seiner Tätigkeit forschte Lullies vorwiegend zu Fragen der Muskel- und Nervenphysiologie. Die von ihm begonnenen Messungen der Polarisation der Muskel- und Nervenmembranen wurden später von Alan Lloyd Hodgkin, Andrew Fielding Huxley und John Carew Eccles fortgeführt. Diese erhielten dafür 1963 den Nobelpreis für Physiologie und Medizin. Außerdem veröffentlichte Lullies Arbeiten zur Atmungs-, Stimm- und Sprachphysiologie. Von ihm stammt die erste röntgen-kinematographische Darstellung des lebenden Bronchialbaums.

## Ehrungen
- 1955: Ernennung zum Ehrendekan der Universität des Saarlandes
- 1958: Ernennung zum Mitglied der Deutschen Akademie der Naturforscher Leopoldina

## Schriften
- mit L. Gulkowitsch: Beiträge zur Lehre vom Flüssigkeitswechsel des Auges. Deutsche Verlagsgesellschaft für Politik und Geschichte, Berlin, 1924
- Physiologie der Stimme und Sprache.  Springer Verlag, Berlin/Göttingen/Heidelberg 1953
- Taschenbuch der Physiologie. 3 Bände, Fischer Verlag, Stuttgart, 1968–1973